# Verkehrsgemeinschaft Landkreis Schaumburg

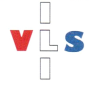
Logo Verkehrsgemeinschaft Landkreis Schaumburg

Die Verkehrsgemeinschaft Landkreis Schaumburg (VLS) ist ein Unternehmensverbund für den öffentlichen Personennahverkehr im Landkreis Schaumburg. Ein gemeinsamer Tarif besteht lediglich für den Busverkehr, im Schienenverkehr (auch S-Bahn Hannover) gilt der DB-Nahverkehrstarif. Im Busverkehr wird das Niedersachsen-Ticket nicht anerkannt.
Der Regionaltarif des Verkehrsverbundes Großraum-Verkehr Hannover (GVH) bietet jedoch ausschließlich für Zeitkarteninhaber einen durchgehenden Verbundtarif aus dem Landkreis Schaumburg in Richtung Hannover an. Übergangstarife für den Zugverkehr in Richtung Nordrhein-Westfalen vom  Verbundtarif Westfalentarif TeutoOWL gibt es nur für die Stadt Rinteln.

## Beteiligte Unternehmen
Folgende Verkehrsunternehmen haben sich zur Verkehrsgemeinschaft Landkreis Schaumburg zusammengeschlossen:
- Schaumburger Verkehrs-Gesellschaft mbH, ein Tochterunternehmen der RSO
- Reisen Service Omnibusverkehre GmbH (RSO)
- Karl Köhne Omnibusbetriebe GmbH, ein Tochterunternehmen der Verkehrsbetriebe Extertal GmbH

## Weblink
- Webseite des Landkreises Schaumburg zum ÖPNV